# Ash vs Evil Dead
Ash vs Evil Dead é uma telessérie estadunidense de comédia de terror e humor negro, desenvolvida por Sam Raimi, Ivan Raimi, e Tom Spezialy, exibida pela Starz desde 31 de outubro de 2015, e no Brasil, via Netflix. É ambientada no universo da trilogia de filmes Evil Dead, de Sam Raimi, com Bruce Campbell retomando seu papel como Ash Williams, atuando como uma sequência da trilogia original.
Em 21 de Abril de 2018 a série teve seu cancelamento anunciado, chegando ao fim após três temporadas.

## Enredo
A trama se passa trinta anos após os três primeiros filmes Evil Dead. Ashley J. "Ash" Williams (Bruce Campbell) trabalha num mercado como um simples balconista. Desde os acontecimentos dos três primeiros filmes, ele vive em um trêiler, bebendo em bares noturnos e tendo relações sexuais ocasionais com várias mulheres. Depois de ter lido uma das passagens do Necronomicon Ex-Mortis, O Livro dos Mortos, acidentalmente acaba liberando o demônio Kandarian mais uma vez. Um novo conjunto de eventos leva-o a assumir sua antiga personalidade e a enfrentar a nova ameaça, a fim de salvar a humanidade.

## Elenco e personagens
| Bruce Campbell         | Ashley 'Ash' J. Williams | Regular | Regular | Regular |         |
| Ray Santiago           | Pablo Simon Bolivar      | Regular | Regular | Regular |         |
| Dana DeLorenzo         | Kelly Maxwell            | Regular | Regular | Regular |         |
| Lucy Lawless           | Ruby Knowby              | Regular | Regular | Regular |         |
| Michelle Hurd          | Linda B. Emery           |         | Regular |         |         |
| Ted Raimi              | Chet Kaminski            |         | Regular |         |         |
| Stephen Lovatt         | Sheriff Thomas Emery     |         | Regular |         |         |
| Joel Tobeck            | Baal                     |         | Regular |         |         |
| Jill Marie Jones       | Amanda Fisher            | Regular |         |         |         |
| Lindsay Farris         | Dalton                   |         |         | Regular | Regular |
| Arielle Carver-O'Neill | Brandy Barr              |         |         | Regular | Regular |
| Elenco Recorrente      |                          |         |         |         |         |

## Episódios

### Primeira temporada
1. El Jefe
2. Bait
3. Books from Beyond
4. Brujo
5. The Host
6. The Killer of Killers
7. Fire in the Hole
8. Ashes to Ashes
9. Bound in the Flesh
10. The Dark One

### Segunda temporada
1. Home
2. The Morgue
3. Last Call
4. DUI
5. Confinement
6. Trapped Inside
7. Desilusion
8. Ashy Slashy
9. Home Again
10. Second Coming

### Terceira temporada
1. Family
2. Booth Three
3. Apparently Dead
4. Unfinished Business
5. Baby Proof
6. Tales from the Rift
7. Twist and Shout
8. Rifting Apart
9. Judgement Day
10. The Mettle of Man